# 纳塔利娅·马卡罗娃
纳塔利娅·罗曼诺芙娜·马卡罗娃（俄语：Ната́лия Рома́новна Мака́рова，1940年11月21日—），女，俄罗斯芭蕾舞演员、舞蹈编导。曾获得托尼奖最佳音乐剧女主角。1970年9月，马卡罗娃在英国伦敦投诚西方。